# Piper crassistilum
Piper crassistilum är en pepparväxtart som beskrevs av Truman George Yuncker. Piper crassistilum ingår i släktet Piper och familjen pepparväxter. Inga underarter finns listade i Catalogue of Life.